# Lingua selcupa
La lingua selcupa o selkup (nome nativo: шӧльӄумыт әты, šöľqumyt әty; in russo селькупский язык?, selʾkupskij jazyk) è una lingua samoieda parlata in Russia all'est dei Monti Urali.

## Distribuzione geografica
Secondo l'edizione 2009 di Ethnologue, la lingua selcupa è parlata da 1640 persone, stanziate nell'Oblast' di Tomsk, nel Circondario autonomo Jamalo-Nenec e nel Territorio di Krasnojarsk.

### Dialetti e lingue derivate
Si individuano tre distinti dialetti del selcupo denominati taz, tym e ket (da non confondere con la lingua ket).

## Classificazione
Secondo l'edizione 2009 di Ethnologue, la classificazione della lingua selcupa è la seguente:
- Lingue uraliche
  - Lingue samoiede
    - Lingua selcupa

## Sistema di scrittura
Per la scrittura viene usato l'alfabeto cirillico ed è così composto:
| А а | Ӓ ӓ | Б б | В в | Г г | Д д | Е е | Ә ә | Ё ё | Ж ж | З з |
| И и | І і | Й й | К к | Ӄ ӄ | Л л | М м | Н н | Ӈ ӈ | О о | Ө ө |
| Ӧ ӧ | П п | Р р | С с | Т т | У у | Ӱ ӱ | Ф ф | Х х | Ц ц | Ч ч |
| Ш ш | Щ щ | Ъ ъ | Ы ы | Ь ь | Э э | Ю ю | Я я |     |     |     |